# Dichochrysa granadensis
Dichochrysa granadensis är en insektsart som först beskrevs av E. Pictet 1865.  Dichochrysa granadensis ingår i släktet Dichochrysa och familjen guldögonsländor. Inga underarter finns listade i Catalogue of Life.